# Сотто-іль-Монте-Джованні-XXIII
Сотто-іль-Монте, офіційно Сотто-іль-Монте-Джованні-XXIII (італ. Sotto il Monte Giovanni XXIII) — муніципалітет в Італії, у регіоні Ломбардія, провінція Бергамо.
Сотто-іль-Монте-Джованні-XXIII розташоване на відстані близько 490 км на північний захід від Рима, 37 км на північний схід від Мілана, 14 км на захід від Бергамо.
Населення — 4357 осіб (2014).
Щорічний фестиваль відбувається 24 червня. Покровитель — святий Іван Хреститель. Офіційна назва міста вшановує його найвидатнішого уродженця - папу Римського Івана XXIII.

## Демографія
Населення за роками:

Станом на 1 січня 2023 року в муніципалітеті офіційно проживало 146 іноземців з 29 країн, серед них 26 громадян країн Євросоюзу та 11 громадян України.

## Сусідні муніципалітети
- Амбівере
- Карвіко
- Мапелло
- Понтіда
- Терно-д'Ізола